# Небратні (книга)
«Небратні» — перша публіцистична книга українського письменника Максима Кідрука. Має наклад 6000 примірників. Автор ставить за мету проаналізувати більш ніж 400-річну історію українсько-російського протистояння.